# Małgorzata Gbylik-Sikorska
Małgorzata Joanna Gbylik-Sikorska – polska lekarz weterynarii, doktor habilitowany nauk weterynaryjnych, adiunkt w Państwowym Instytucie Weterynaryjnym - Państwowym Instytucie Badawczym.

## Kariera naukowa
W 2009 roku na Politechnice Śląskiej w Gliwicach uzyskała tytuł magistra inżyniera technologii chemicznej. W 2009 roku została zatrudniona w Państwowym Instytucie Weterynaryjnym – Państwowym Instytucie Badawczym, gdzie w 2016 roku uzyskała stopień doktora nauk weterynaryjnych na podstawie rozprawy pt. Występowanie leków przeciwbakteryjnych w systemach dozowania wody dla drobiu – analityka i ocena zagrożeń, której promotorem był Andrzej Posyniak. W 2023 roku ten sam instytut nadał jej stopień doktora habilitowanego nauk weterynaryjnych na podstawie pracy pt. Identyfikacja potencjalnych źródeł narażenia człowieka na pozostałości przeciwbakteryjnych weterynaryjnych produktów leczniczych.